# Monumentalni stećak u Mramoru kod Tuzle
Monumentalni stećak u Mramoru kod Tuzle je stećak monumentalne veličine u Mramoru kod Tuzle. Prema nazivu "mramor" za ovaj monumentalni stećak, ime Mramorje je dobilo brdo iznad njega a potom i cijelo naselje. Mramorjem se nazivalo i nekropole stećaka. 

## Povijest
U srednjem vijeku naselje Mramor, odnosno Milešići, kako se naziva jedan njegov dio, pripadao je župi Dolnje Soli u oblasti Soli, srednjovjekovne države Bosne. Danas je ime Mramor prevladalo za cijelo naselje koje je danas poprilično postalo veliko. Mramorski stećak je dobro obrađen u literaturi. Prema sjećanjima mještana prevrnut je 1946. kad se gradila pruga. Šefik Bešlagić ga je istraživao i zabilježio 1972. da je to osamljeni sljemenjak velikih dimenzija (210x120x110 cm), vrlo dobro klesan i u vrijeme njegovog obilaska okrnjen i prevaljen. Zavod za zaštitu i korištenje kulturno-povijesne i prirodne baštine iz Tuzle je za nj zabilježio pretkraj 1980-ih da je postavljen je po pravcu zapad-istok, bez ukrasa i da je glede naziva lokacije, u povijesti vjerojatno bilo više nadgrobnika. Zavod je u elaboratu od 23. svibnja 1988. godine, svrstao ga je u memorijalnu baštinu i predložio 3. kategoriju zaštite. Kao mjere zaštite stećka predložio je pravnu zaštitu, ispravljanje stećka, saniranje oštećenog dijela i njegovo obilježavanje. Službena lokalna tijela nikad nisu usvojila zakonsku mjeru zaštite. Ožujka 2000. godine akciju su sproveli mjesna zajednica i mještani, uredili lokaciju sa stećkom, teren očistili i stećak uspravili. Zavod je opet obišao stećak 2009. godine i zabilježio da se uspravni stećak nalazi u naselju, među kućama i pomoćnim objektima, na uzvišenju jajastog oblika, visine desetak matara, neposredno pored željezničke pruge Brčko-Tuzla. Novu inicijativu potegnulo je Povjerenstvo za kulturu i zaštitu kulturno-povijesne i prirodne baštine, Općinskog Vijeća Tuzla 2013. godine, a u svezi s inicijativom skupine mještana Starog Mramora za adaptiranje stećka lociranog u Starom Mramoru. Zabilježili su da je u dobrom stanju, ali da je na privatnom posjedu i da zgrade neposredno pored njega su ruševne, te se mora urediti prilaz stećku, obilježiti lokaciju radi posjetitelja i potom napraviti projekt zaštite i prezentacije stećka.